# Senza domani (racconto)
Senza domani è un racconto attribuito allo scrittore francese Vivant Denon. È caratterizzato  di colore affine alla scrittura del Marchese de Sade, e da tratti sociologici (propriamente settecenteschi e non), il cui tono evoca il romanzo Les liaisons dangereuses di Choderlos de Laclos.

Il racconto merita menzione perché il riferimento esplicito ad esso è al centro della trama del romanzo La lentezza dello scrittore francese Milan Kundera.
È la storia di una seduzione che si svolge in una sola notte, scritta da Vivant Denon per scommessa, quando gli amici si erano domandati se fosse possibile scrivere un'avventura erotica senza usare parole indecenti.

## Edizioni
La prima edizione italiana è apparsa con il titolo Les Amants, presso Franco Maria Ricci, nel 1973, nella collana la Biblioteca Blu, con la traduzione di Giovanni Mariotti. In seguito sono apparse altre edizioni, tra cui l'edizione nella collana "Piccola biblioteca" di Adelphi (n. 228) è a cura di Ena Marchi che vi ha unito una premessa di Franz Blei, dodici incisioni di Karl Walser e due di Vivant Denon, nel 1989. ISBN 88-459-0685-X. Altre due ed. sono Cuneo: Araba Fenice, 1999 (in un volumetto intitolato Della seduzione) e Firenze: Barbes, 2008 (a cura di Gabriele Fredianelli).